# Franz Schädle
Franz Schädle (Westerheimben, 1906. november 19. – Berlin, 1945. május 2.) Adolf Hitler testőrségének, a Führerbegleitkommandónak utolsó parancsnoka volt, 1945 január 2-től haláláig, 1945. május 2-ig.

## Életrajza
Schädle Westerheimben született, és a kereskedelmi iskola után építőipari technikusként dolgozott. 1930. február 1-jén csatlakozott az SS-hez. 1932. február 29-én megalakult az SS-Begleitkommando Hitler védelmére. Schädle egyike volt annak a tizenkét SS-tagnak, akiket Josef Dietrich kiválasztott Hitlernek az egységhez. Az egység tagjaként Schädle Hitler testőre volt a különböző Führer-parancsnokságokon, és minden útján kísérte. 1934. május 1-től a Reichsführer-SS Heinrich Himmler állományában szolgált.
1945. január 5-én Schädle-t Bruno Gesche elbocsátása után a testőrség parancsnoka lett. Addigra az SS-Begleitkommando bővült, és Führerbegleitkommando néven volt ismert. Elkísérte Hitlert a berlini központi kormányzati szektorban, a birodalmi kancellária kertje alatti bunkerkomplexumba. Schädle Rochus Misch FBK-tagot nevezte ki a Führerbunker telefonkezelőjének. 1945. április 23-ig Schädle körülbelül 30 tagot vezényelt az egységben, akik Hitler testőrei voltak. 1945. április 28-án Schädle lábán megsebesült, emiatt mankóval kellett járnia.
Miután Hitler április 30-án öngyilkos lett, Schädle jelen volt Hitler hamvasztásán a birodalmi kancellária kertjében. Ezt követően parancsot adtak ki, hogy aki megteheti, annak ki kell törnie. A terv az volt, hogy megszöknek Berlinből, majd megadják magukat a nyugati szövetségeseknek az Elbán, vagy csatlakozzanak az északi német hadsereghez. A Birodalmi Kancelláriában és a Führerbunkerben maradtakat tíz fő csoportra osztották. Rochus Misch kijelentette, hogy Schädle elrendelte: a kitöréskor csatlakozzon Wilhelm Mohnke SS-Brigadeführer vezető csoportjához. Misch később felidézte, hogy nem sokkal ezután négy FBK-őrtárs szállt le a Führerbunkerbe egy üres hordágyat cipelve. Schädlét akarták rajta cipelni a meneküléskor, ezt Schädle nem fogadta el. A bunker elektromechanikus mestere, Johannes Hentschel szerint addigra Schädle lábsérülése már üszkösödött.
Öngyilkossága előtt Joseph Goebbels felmentette Mischt a bunkertelefon-kezelő szolgálatából, és szabadon távozhatott. Addigra Misch és Hentschel voltak az utolsók, akik a bunkerben maradtak. Misch felment az emeletre, a birodalmi kancellária pincéjén keresztül oda, ahol Schädle irodája volt. Misch azt mondta Schädlének, hogy Goebbels felmentette. Schädle elmondta Mischnek, milyen útvonalon kell átjutni a terület szovjet kerítésén. Ezt követően Schädle öngyilkosságot követett el: szájon lőtte magát egy pisztollyal – ahelyett, hogy megpróbált volna kitörni, megszökni a Vörös Hadsereg elől. Nem akarta a többiek életét veszélyeztetni a kitörésnél, tekintettel arra, hogy mankóval csak lassú tempóban tudott járni.

## Fordítás
Ez a szócikk részben vagy egészben  a   Franz Schädle című angol Wikipédia-szócikk ezen változatának fordításán alapul.  Az eredeti cikk szerkesztőit annak laptörténete sorolja fel. Ez a jelzés csupán a megfogalmazás eredetét és a szerzői jogokat jelzi, nem szolgál a cikkben szereplő információk forrásmegjelöléseként.